# Kommunar (Traktor)
Der Kommunar (russisch Коммунар, benannt nach den Mitgliedern der Pariser Kommune) war ein sowjetischer schwerer Kettentraktor, der ab 1924 im Charkower Lokomotivwerk namens Komintern (russisch Харьковский паровозостроительный завод имени Коминтерна, meist kurz ХПЗ имени Коминтерна bzw. transkribiert ChPS imeni Kominterna) produziert wurde. Er war einer der ersten sowjetischen Kettentraktoren und eine Kopie des deutschen Hanomag WD-50. Bis 1931 oder 1936 wurden je nach Quelle zwischen 2000 und 4000 Fahrzeuge gebaut, danach wurde die Fertigung auf den Kettenschlepper Komintern umgestellt.
Die Mehrzahl der Traktoren wurden zivil genutzt, aber auch die Rote Armee erhielt knapp 1000 Exemplare und nutzte sie als Artilleriezugmaschinen.

## Fahrzeuggeschichte

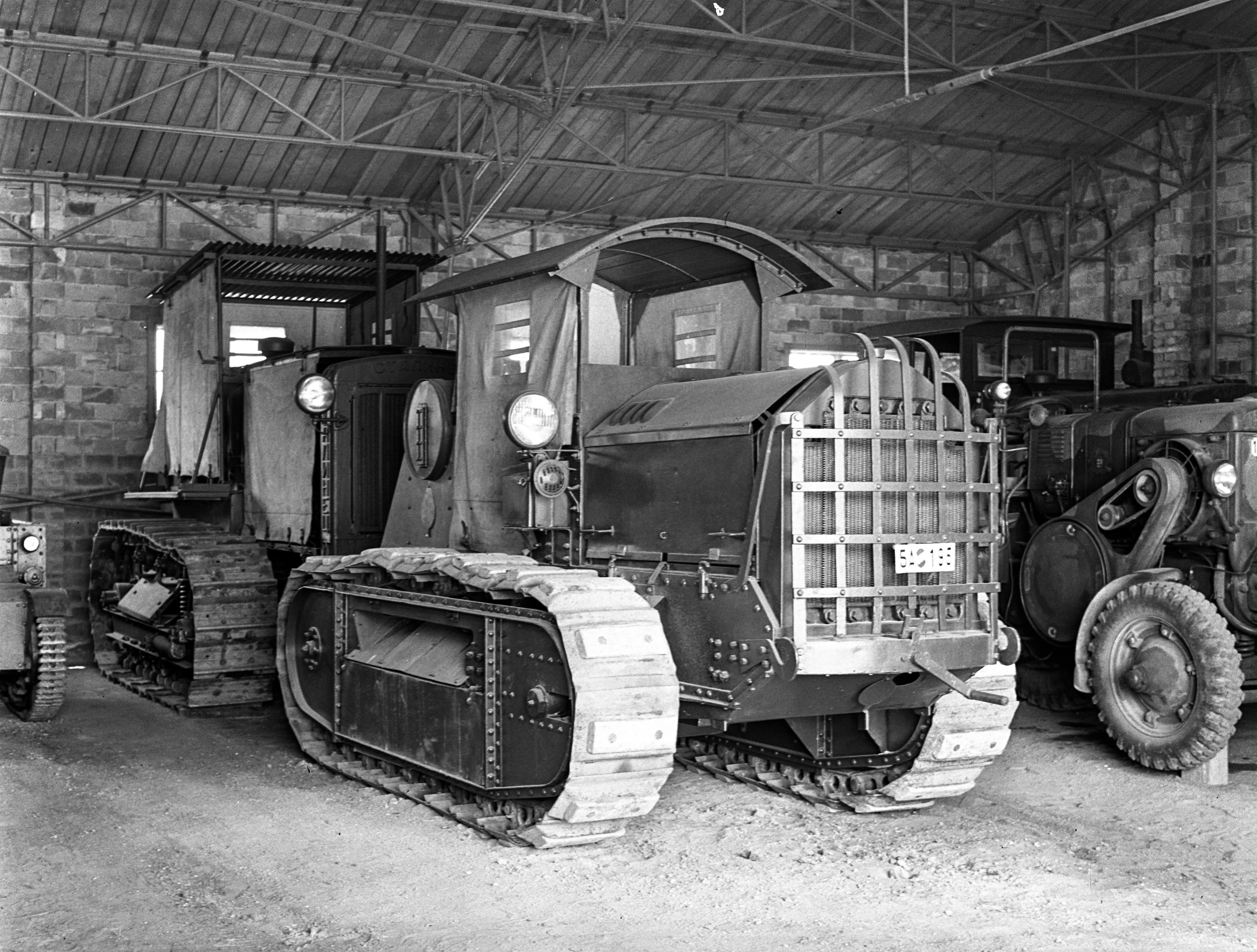
Das Vorbild, ein Hanomag WD-50, in Ungarn (1943).
Dahinter ein Stalinez-65

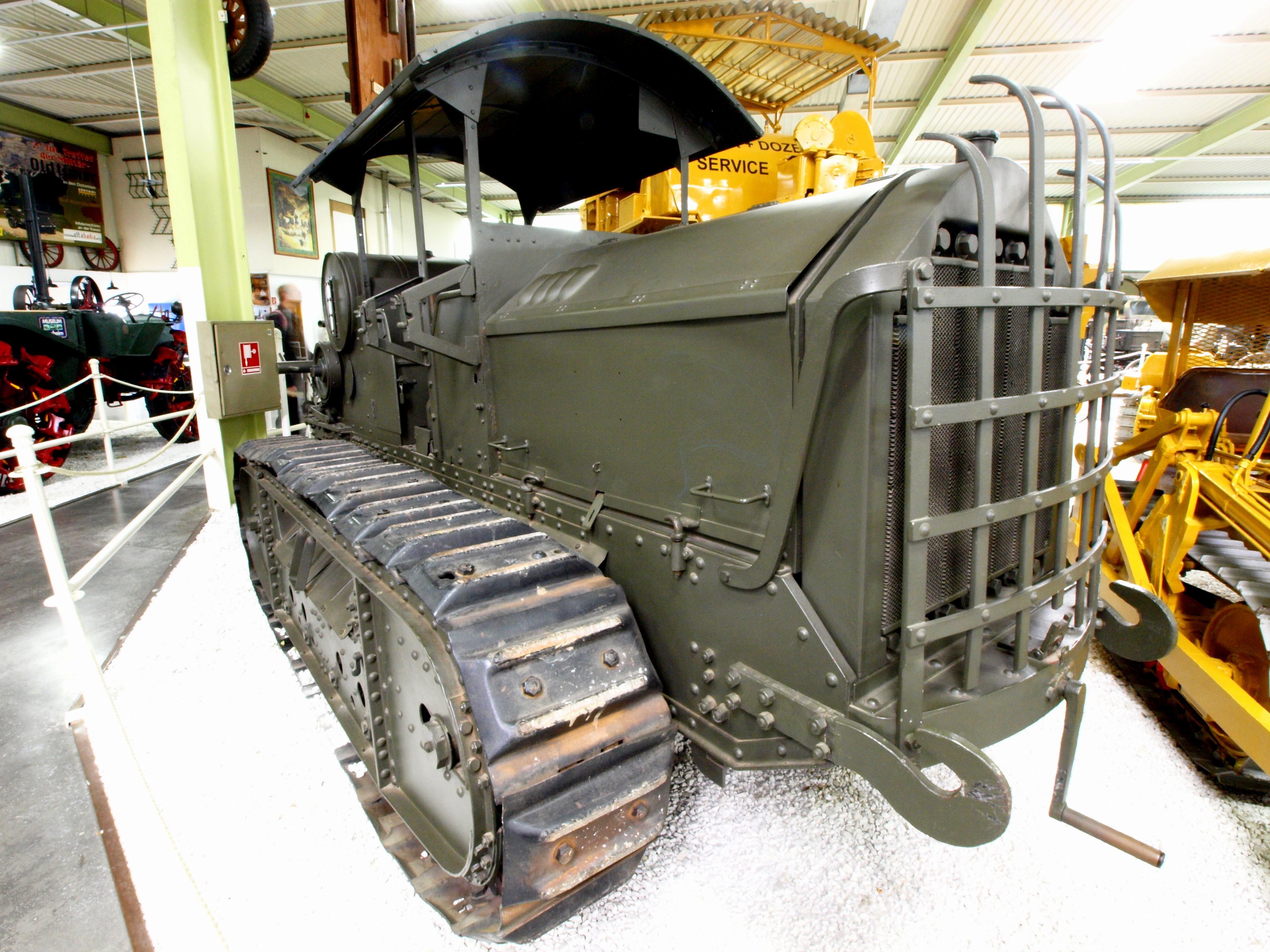
Der erhaltene Hanomag WD-50 im Technikmuseum Sinsheim (2009)

In den frühen 1920er-Jahren beschafften sowjetische Stellen im westlichen Ausland verschiedene Traktoren unterschiedlicher Hersteller. Auf diese Weise sollte sowohl die Landwirtschaft mechanisiert als auch mögliche Typen für die zukünftige Traktorenproduktion in der Sowjetunion gefunden werden. So kamen zum Beispiel Maschinen von Holt bzw. Caterpillar (später als Stalinez-60 gebaut), International Harvester (Vorbild für den SChTS-15/30) und Fordson (sowjetisches Pendant: Fordson-Putilowez) ins Land. Auch das deutsche Unternehmen Hanomag lieferte 1922 zu Erprobungszwecken einen Kettenschlepper vom Typ WD-50.
Erste Prototypen aus sowjetischer Fertigung entstanden 1923. Geplant war, 1200 Schlepper des neuen Typs zu produzieren. Die Serienfertigung begann im April 1924 mit dem Modell Kommunar G-50, das von einem Petroleummotor mit 50 PS Nennleistung angetrieben wurde. Diese Motoren sind ihrem Wirkprinzip nach Ottomotoren. Um das schwerere Petroleum allerdings verbrennen zu können, sind einige Besonderheiten notwendig. So werden sie mit leichten Kraftstoffen wie Benzin angelassen und auf Betriebstemperatur gebracht. Erst danach wird das vorgeheizte Petroleum verwendet. Petroleum war insbesondere in den USA bedeutend günstiger als Benzin und wurde deshalb eingesetzt.
Am Kommunar wurden diverse Änderungen gegenüber dem Vorbild von Hanomag vorgenommen. Am auffälligsten ist das verlängerte Kettenfahrwerk. Es wurde notwendig, weil die komplette Konstruktion durch einen massiveren Rahmen und dem Einsatz diverser Gussteile deutlich schwerer als das Original geworden war. Insgesamt erinnerte der Entwurf an die Bauweise der Panzer des Ersten Weltkriegs. Bereits bei Beginn der Serienproduktion war das Fahrzeug technisch so veraltet, dass es bei westlichen Besuchern Verwunderung hervorrief. Der Name „Kommunar“ ging zurück auf die Pariser Kommune, deren Mitglieder als Kommunarden bezeichnet wurden. Er ist kein Hinweis auf den Produktionsort, obwohl in Russland auch mehrere Orte diesen Namen tragen.
Im Laufe der Serienproduktion wurde der Motor zweimal gegen ein anderes Fabrikat getauscht. Es kamen Ottomotoren mit 75 PS (55 kW) für das Modell Kommunar G-75 und 90 PS (66 kW) für das Modell Kommunar S-90 zum Einsatz.
Der größte Teil der Fahrzeuge kam in den zivilen Gebrauch, z. B. in die sowjetische Forstwirtschaft. Für die Landwirtschaft war er nicht vorgesehen. Darüber hinaus erhielt die Rote Armee maximal 1000 Exemplare der beiden stärker motorisierten Versionen. Sie wurden als Artilleriezugmaschinen für Geschütze genutzt, die für den Transport mit Pferden zu schwer waren. 1932 wurden für militärische Zwecke zwölf Prototypen gebaut, darunter ein gepanzertes Fahrzeug mit einer Kanone vom Kaliber 7,62 cm sowie ein Grabenpflug. Auch ein Schneepflug wurde für den zivilen Einsatz konzipiert.
Ähnlich wie bei anderen Schleppern jener Zeit experimentierte man mit einem Holzgasantrieb. Über ein Versuchsmuster kam das Projekt jedoch nicht hinaus.

### Produktion
Wie viele Traktoren des Typs letztlich gefertigt wurden, ist nicht gesichert. Auch das letzte Baujahr ist nicht völlig klar. Einige Quellen sprechen von 2000 Stück bis 1931, andere von 3700 Exemplaren bis 1935 und wieder andere von etwa 3900 bis 1936. Bekannt ist, dass der Nachfolger Komintern ab 1935 gebaut wurde. Folgende Produktionszahlen nach Baujahren finden sich in der modernen Literatur:
| Baujahr | 1924 | 1925 | 1926 | 1927 | 1928 | 1929 | 1930 | 1931 | 1932–1936 | Summe |
| ------- | ---- | ---- | ---- | ---- | ---- | ---- | ---- | ---- | --------- | ----- |
| Anzahl  | 30   | 50   | 70   | 150  | 300  | 700  | 850  | 1550 | ca. 200   | ~3900 |

Dagegen werden die einzelnen Modellvarianten wie folgt angegeben:
| Modell | G-50 | G-75 | S-90 | Summe |
| ------ | ---- | ---- | ---- | ----- |
| Anzahl | 850  | 1100 | 1750 | 3700  |

Für die Jahre 1928 bis 1934 gab die RAND Corporation die Stückzahlen in den frühen 1950er-Jahren wie folgt an:
| Baujahr            | 1928 | 1929 | 1930 | 1931 | 1932 | 1933 | 1934 | Summe        |
| ------------------ | ---- | ---- | ---- | ---- | ---- | ---- | ---- | ------------ |
| G-50               | 157  | 87   | 320  | 208  | 0    | 0    | 0    | 772          |
| G-75               | 0    | 144  | 188  | 23   | 0    | 0    | 0    | 355          |
| S-90               | 0    | 0    | 0    | 378  | 464  | 451  | 495  | 1788         |
| Summe nach Baujahr | 157  | 231  | 508  | 609  | 464  | 451  | 495  | gesamt: 2915 |

Dieser Quelle waren keine Produktionszahlen vor 1928 und nach 1934 bekannt, ebenso wenig das Enddatum der Produktion.
Es finden sich keine Anhaltspunkte darüber, ob ein Kommunar bis heute erhalten geblieben ist. Ein erhaltener Hanomag WD-50 steht im Auto- und Technikmuseum Sinsheim.

## Technische Daten
Die folgenden technischen Daten entstammen der originalen Gebrauchsanweisung zum Fahrzeug von 1934.
| russische Bezeichnung                 | Г-50                                                                       | Г-75                                                                       | З-90                                                                       |         |         |
| Antriebsstrang                        |                                                                            |                                                                            |                                                                            |         |         |
| Motor                                 | Reihenvierzylinder-Ottomotor, einzeln stehende Zylinder                    | Reihenvierzylinder-Ottomotor, einzeln stehende Zylinder                    | Reihenvierzylinder-Ottomotor, einzeln stehende Zylinder                    |         |         |
| Treibstoff                            | Petroleum                                                                  | Benzin                                                                     | Benzin                                                                     |         |         |
| Bohrung                               | 150 mm                                                                     | 150 mm                                                                     | 150 mm                                                                     |         |         |
| Hub                                   | 180 mm                                                                     | 180 mm                                                                     | 180 mm                                                                     |         |         |
| Hubraum                               | 12.723 cm³                                                                 | 12.723 cm³                                                                 | 12.723 cm³                                                                 |         |         |
| Verdichtung                           | 3,5:1                                                                      | 4,05:1                                                                     | 4,35:1                                                                     |         |         |
| Zündfolge                             | 1–3–4–2                                                                    | 1–3–4–2                                                                    | 1–3–4–2                                                                    | 1–3–4–2 | 1–3–4–2 |
| Leistung                              | 50 PS (37 kW) bei 900 min−1                                                | 75 PS (55 kW) bei 1100 min−1                                               | 90 PS (66 kW) bei 1250 min−1                                               |         |         |
| Gemischaufbereitung                   | Vergaser, System „Zenith“                                                  | Vergaser, System „Zenith“                                                  | Vergaser, System „Zenith“                                                  |         |         |
| Tankinhalt                            | 320 l + 60 l Benzin                                                        | 380 l                                                                      | 380 l                                                                      |         |         |
| Motorabmessungen (ohne Kühler); L×B×H | 1900 × 760 × 1532 mm                                                       | 1900 × 760 × 1532 mm                                                       | 1900 × 760 × 1532 mm                                                       |         |         |
| Gewicht des Motors                    | 1000 kg                                                                    | 1000 kg                                                                    | 1000 kg                                                                    |         |         |
| Kühlung                               | Wasserkühlung mit Kühlmittelpumpe und Kühler                               | Wasserkühlung mit Kühlmittelpumpe und Kühler                               | Wasserkühlung mit Kühlmittelpumpe und Kühler                               |         |         |
| Getriebe                              | handgeschaltet, 3 Vorwärtsgänge, 1 Rückwärtsgang                           | handgeschaltet, 3 Vorwärtsgänge, 1 Rückwärtsgang                           | handgeschaltet, 3 Vorwärtsgänge, 1 Rückwärtsgang                           |         |         |
| Höchstgeschwindigkeit (km/h)          | 1. Gang: 1,8 2. Gang: 4,75 3. Gang: 7,0 Rückwärtsgang: 2,4                 | 1. Gang: 2,33 2. Gang: 6,5 3. Gang: 9,16 Rückwärtsgang: 3,0                | 1. Gang: 3,9 2. Gang: 10,3 3. Gang: 15,2 Rückwärtsgang: 5,1                |         |         |
| Zugkraft* (kg)                        | 1. Gang: 5400 2. Gang: 2000 3. Gang: 1100                                  | 1. Gang: 6350 2. Gang: 2360 3. Gang: 1320                                  | 1. Gang: 4600 2. Gang: 1620 3. Gang: 870                                   |         |         |
| Riemenscheibe                         | 700 mm Durchmesser, 250 mm Breite                                          | 700 mm Durchmesser, 250 mm Breite                                          | 700 mm Durchmesser, 250 mm Breite                                          |         |         |
| Drehzahl / Leistung                   | 405 min−1 / 45 PS                                                          | 495 min−1 / 68 PS                                                          | -                                                                          |         |         |
| Fahrwerk                              |                                                                            |                                                                            |                                                                            |         |         |
| Bauart                                | Gleiskettenfahrwerk                                                        | Gleiskettenfahrwerk                                                        | Gleiskettenfahrwerk                                                        |         |         |
| Antriebsrad                           | Durchmesser 705 mm, Breite 50 mm, 17 Zähne                                 | Durchmesser 705 mm, Breite 50 mm, 17 Zähne                                 | Durchmesser 705 mm, Breite 50 mm, 17 Zähne                                 |         |         |
| Kette                                 | Gesamtlänge 8128 mm, Auflagefläche 2000 mm, 400 mm breit, 32 Kettenglieder | Gesamtlänge 8128 mm, Auflagefläche 2000 mm, 400 mm breit, 32 Kettenglieder | Gesamtlänge 8128 mm, Auflagefläche 2000 mm, 400 mm breit, 32 Kettenglieder |         |         |
| spezifischer Bodendruck               | ~0,5 kg/cm²                                                                | ~0,5 kg/cm²                                                                | ~0,5 kg/cm²                                                                |         |         |
| Maße und Gewichte                     |                                                                            |                                                                            |                                                                            |         |         |
| Länge                                 | 4350 mm                                                                    | 4350 mm                                                                    | 4350 mm                                                                    |         |         |
| Länge mit Lasthaken                   | 5150 mm                                                                    | 5150 mm                                                                    | 5150 mm                                                                    |         |         |
| Länge mit Riemenscheibe               | 4940 mm                                                                    | 4940 mm                                                                    | 4940 mm                                                                    |         |         |
| Breite                                | 2060 mm                                                                    | 2060 mm                                                                    | 2060 mm                                                                    |         |         |
| Höhe                                  | 2000 mm                                                                    | 2000 mm                                                                    | 2000 mm                                                                    |         |         |
| Höhe mit Fahrerhaus                   | 2460 mm                                                                    | 2460 mm                                                                    | 2460 mm                                                                    |         |         |
| Bodenfreiheit                         | 600 mm                                                                     | 600 mm                                                                     | 600 mm                                                                     |         |         |
| Leergewicht (einsatzbereit)           | 8500 kg                                                                    | 8500 kg                                                                    | 8500 kg                                                                    |         |         |
| Leergewicht (trocken)                 | 8000 kg                                                                    | 8000 kg                                                                    | 8000 kg                                                                    |         |         |

*Der Hersteller gibt die Zugkraft des Fahrzeugs in Kilogramm statt der heute üblichen und physikalisch korrekten Einheit Newton an. Diese Angaben wurden aus Authentizitätsgründen im Original übernommen. Um die übliche Angabe (überschlägig) in Newton zu erhalten, multipliziere man die gegebenen Werte mit 9,81.